# ゲッティング・クローサー
「ゲッティング・クローサー」（原題：Getting Closer）は、1979年にウイングスが発表した楽曲、及び同曲を収録したシングル。アルバム「バック・トゥ・ジ・エッグ」収録。

## 概要
時代を意識したようなハードなロックに仕上がっているが、作曲されたのはデモテープが残っていることから70年代前半と推測される。また、デモテープ段階ではこの曲はポップ風に歌われており、メロの部分は全く違うメロディが演奏されていた。
また、この曲にはデニー・レインとボーカルを分け合ったバージョンが存在している。
1979年のウイングスのライヴでもセットリストの2曲目で演奏された。

## 余談
アルバムでは前の曲「レセプション」の終わりに挿入されたラジオのチューニング音に導かれて始まる。「ラジオのチューニングを「ゲッティング・クローサー」が流れる周波数に合わせる」という主旨の演出だが、本来この役目を負う曲は未発表曲の「Cage」で、この曲はその後に続く予定であった。しかし、アルバム制作の土壇場で「ベイビーズ・リクエスト」が収録されることになり。その代わりとして「Cage」が収録漏れとなったことで、今の形に落ち着いたという。
シングルはアメリカのチャートでは20位まで上昇したが、イギリスでは60位止まりであった。